# Tjockhornsfly
Tjockhornsfly, Eriopygodes imbecillus, är en fjärilsart som beskrevs av Johan Christian Fabricius 1794. Enligt Catalogue of Life och The Global Lepidoptera Names Index är det vetenskapliga namnet istället Lasionycta imbecilla. Tjockhornsfly ingår i släktet Eriopygodes och familjen nattflyn, Noctuidae. Arten har livskraftiga, (LC) populationer i både Sverige och Finland. I Sverige förekommer tjockhornsfly på torrmarker i södra och östra Skåne och även Mälar-Hjälmarbäckenet och  lokalt därifrån och upp till Dalarna och södra Gävleborgs län. Med något undantag lever arten i kalkpåverkade ängsmarker eller på torrbackar med gott om måror. Fjärilens larv livnär sig på måror. Inga underarter finns listade i Catalogue of Life.

## Bildgalleri

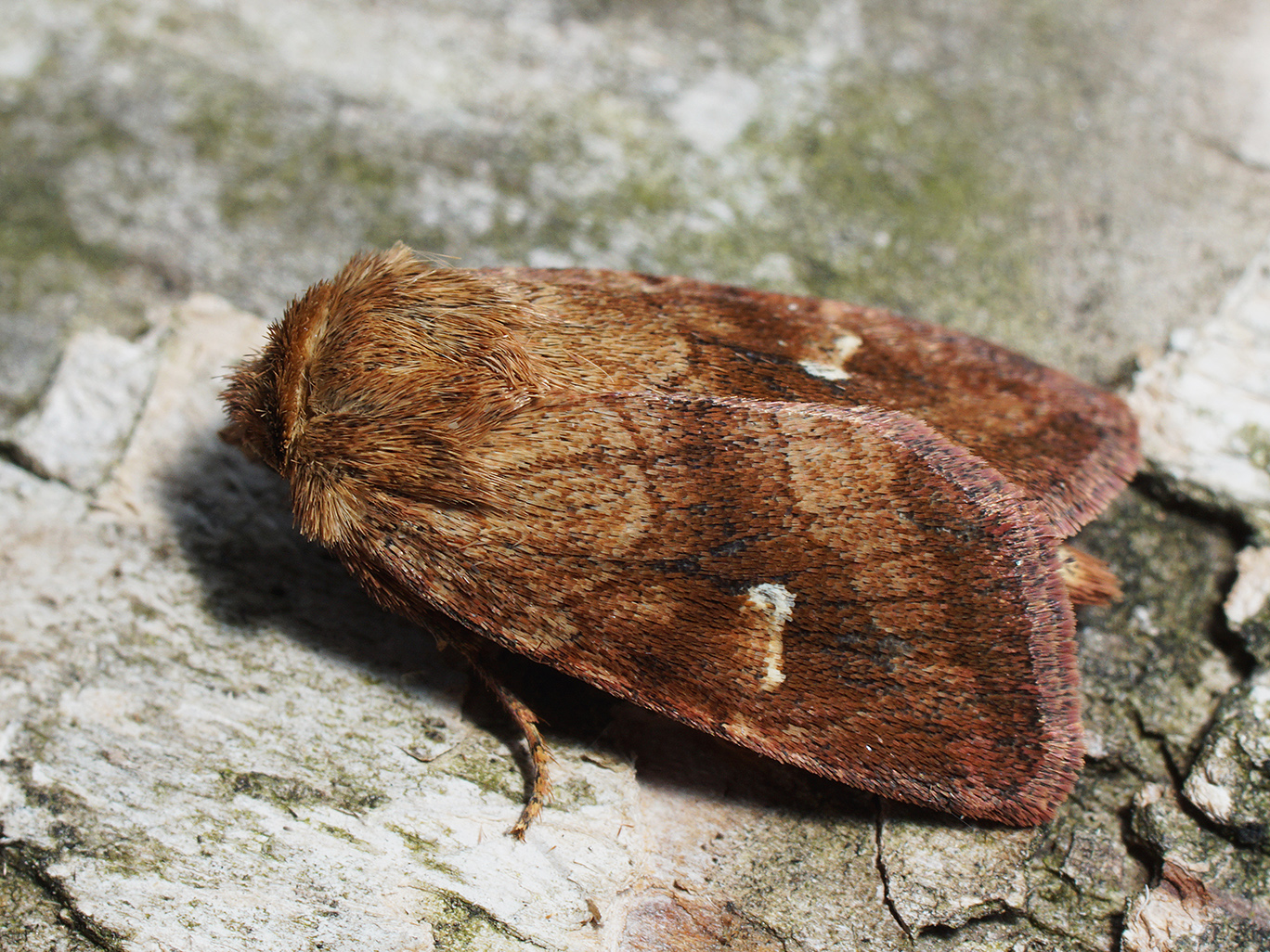
Imago fjäril, hona
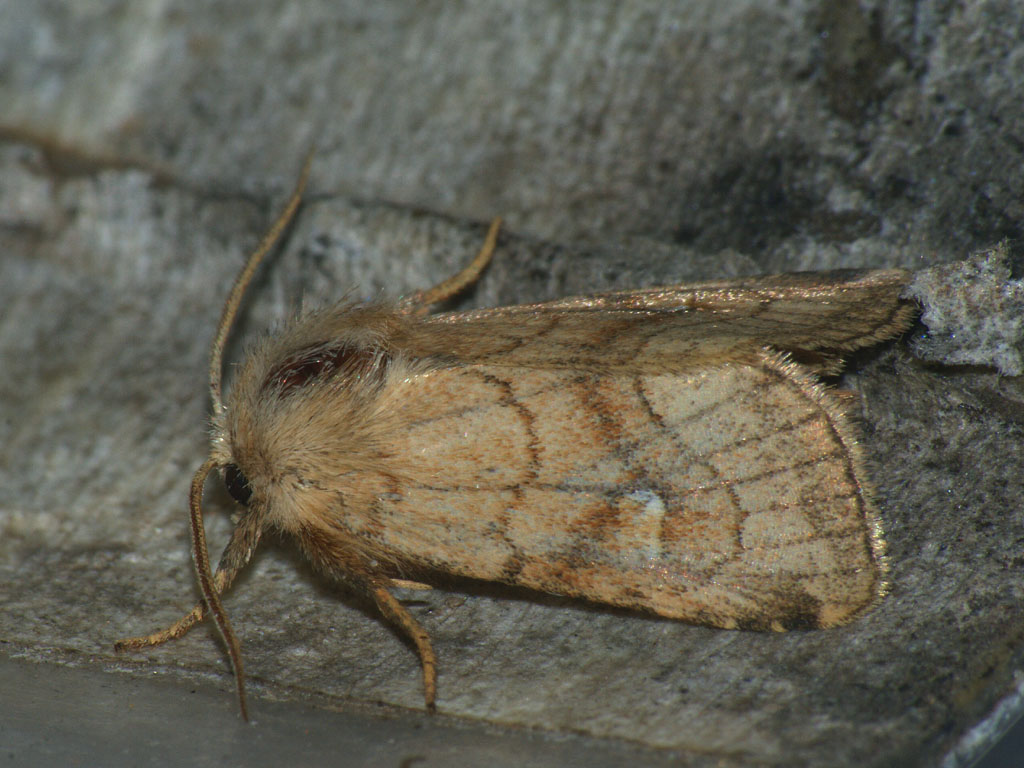
Imago fjäril, hane
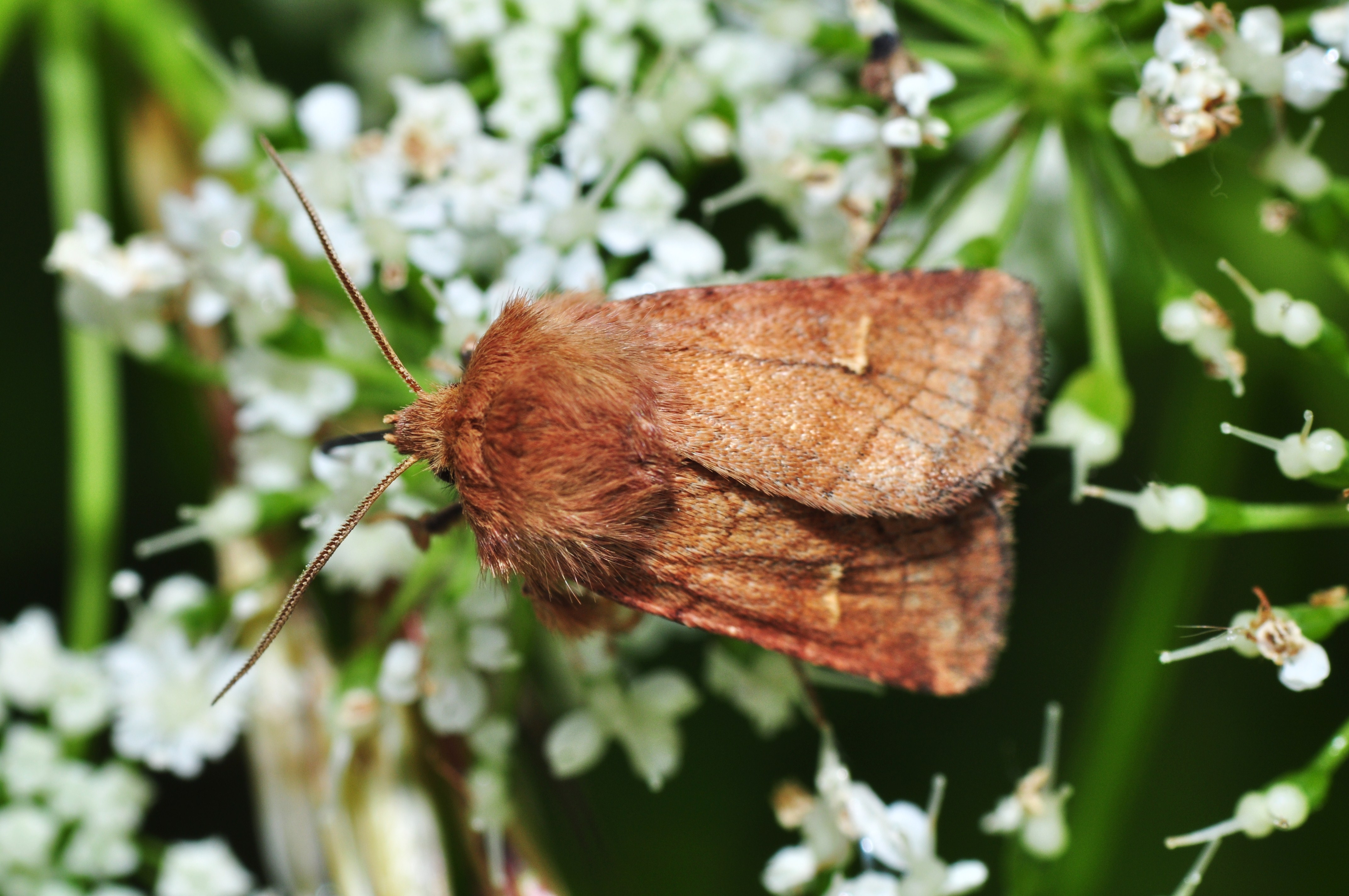
Imago fjäril, lite rödare färgmorf